# Correllianismo
El correllianismo es una tradición neopagana wiccana con un fuerte énfasis en los aspectos filosóficos de la Wicca, y los misterios internos de esta religión, aunque litúrgicamente sus rituales no difieren especialmente de otras tradiciones wiccanas.   
La Tradición Nativista Correlliana está dedicada al avance de la gente pagana y creer fuertemente en la necesidad del incremento de la comunicación y cooperación entre los Paganos en todos lugares, de todas las Tradiciones. Hace énfasis en la importancia del clero pagano como maestros y facilitadores, y en la necesidad de una fuerte presencia pública. Por ello, enfatiza tanto la Wicca celebratoria tanto como la iniciatoria, y está fuertemente comprometida con el ritual público accesible.  

## Historia
La Tradición Nativista Correlliana está basada en las enseñanzas de los miembros de la familia High-Correll. Esta desciende de una línea Cherokee Didanvwisgi, que se enlazaron con una línea de brujas tradicionales Escocesas, y sus descendientes fueron luego influidos por la Brujería Aradiana y por la Iglesia Espiritualista.  
La fundadora de la Tradición sería Orpheis Caroline High Correll, quien fundó la Tradición como una entidad separada de sus raíces ancestrales el 4 de septiembre de 1879. Orpheis Caroline era una practicante psíquica, sanadora espiritual y herborista, y pasó muchos años con un circo ambulante del cual ella y su marido, John Correll, eran propietarios. Orpheis Caroline delineó su herencia Nativoamericana, así como sus ideas sobre la Brujería Europea, el Espiritualismo y el pensamiento Hermético.  
Los correllianos consideran que, al crear la Wicca Correlliana Nativista, Orpheis Caroline delineó su herencia nativoamericana, así como sus ideas sobre la Brujería Europea, el Espiritualismo y el pensamiento Hermético. La historia temprana de la Tradición Correlliana no es del todo clara, con estructuras familiares y religiosas totalmente interconectadas, siguiendo una estructura muy formal, matriarcal y matrilinear con sus raíces en las costumbres Cherokees, de las cuales los oficiales actuales de la Tradición Correlliana derivan su forma. Lady Orpheis llamó a la Tradición simplemente "Nativista", y esto permanecería así hasta que fue renombrada como "Nativista Correlliana" en 1992, conociéndose ahora simplemente como "Tradición Correlliana". 
El Nativismo de Lady Orpheis era muy político y una forma profundamente sincrética de universalismo pagano, que resaltaba la necesidad de las religiones nativas (paganas) de unirse frente a la Cristiandad colonial. Si el Nativismo Correlliano fue originalmente una rama de lo que luego daría en llamarse Wicca o no es un tema de debate. 
Ha habido muchos cambios instaurados en la Tradición a través de los años, particularmente en el Concilio de 1979 y el Concilio de 1992, ambos trabajaron por las necesidades acordes a la adaptación de las formas de la Tradición al mundo moderno y las necesidades requeridas para una Tradición pública.  

## Estructura de la tradición
La estructura de la Tradición Correlliana es la siguiente:
Cuerpo dirigente
- La Primera Sacerdotisa y el Primer Sacerdote, quienes son considerados los Jefes litúrgicos de la Tradición, y que tienen la función de ser los Jefes del Templo Mother Correll.
- El Primer Venerable (Elder), consejero principal y asesor en materia de sucesión.

- El Primer Director, responsable de toda la posición legal y financiera de la Tradición.
- El Consejo de Venerables (Council of Elders), formado por los anteriores, al que se acude para la toma de decisiones.
- El Consejo Witan (Witan Council),[3] formado por los anteriores y todos los cabezas de Templo, constituyendo un órgano asesor.

Cabezas matriarcales de la Tradición
- Orpheis Caroline High Correll
- Mable High-Correll
- LaVeda Lewis-Highcorrell
- Krystel High-Correll (retirada)
- Stephanie Neal (destituida)
- Alyssa Maxon-Kemp (regente)

Cabezas fraternales de la Tradición
- William High
- Frank High-Correll
- William High-Correll
- Don Lewis-Highcorrell (retirado)
- Phoenix -Coffin Williams (regente)

Miembros del clero
- Sumas sacerdotisas y sumos sacerdotes (Tercer grado)
- Sacerdotisas y sacerdotes (Segundo grado)
- Sacerdotisas y sacerdotes novicios (Primer grado)
- Corte externa (Simpatizantes y estudiantes)

## Las Lecciones[4]
En 1979 la Regente LaVeda convocó al Consejo de venerables de la tradición para una reunión que concluyó la Regencia de LaVeda, aclamando a su prima Krystel High-Correll como la nueva Cabeza de la Tradición Correlliana. También aclamaron al hijo de LaVeda, Donald Lewis-Highcorrell, como Co-Cabeza de la Tradición.  
El primer acto como Cabezas de la Tradición de Krystel High-Correll y Donald (Don) Lewis-Highcorrell fue el de declarar a la misma abierta al público, e inaugurar una serie de programas de alcance. Uno de estos programas de alcance fue la serie de lecciones en Wicca Correlliana. El Don Lewis comenzó a trabajar en estas de inmediato. Krystel, LaVeda, y la en ese entonces Primera Venerable de la Tradición, Gloria, tomaron parte en la compilación de estas primeras lecciones. 
La copia borrador de estas lecciones fue finalizada y aprobada en verano de 1986, pero se hizo poco con ellas. Las revisiones propuestas fueron demoradas por el fallecimiento de miembros clave de la Tradición, así como el éxito de otros proyectos.
Hacia el invierno de 1990, las revisiones fueron completadas y planes fueron hechos para producir tanto versiones impresas como en vídeo de las lecciones. Una sociedad de trabajo fue establecida con Ed Hubbard, quien aún no había entrado a la Tradición y su compañía, Psychic Services Incorporated, con una idea de producir y diseminar el material. En enero de 1991, el rodaje comenzó para las versiones en video de las lecciones, que tuvieron que suspenderse cuando el Don Lewis sufrió un serio accidente que le dejó en cama por meses y en convalecencia por varios años. 
Durante este tiempo, las lecciones fueron dejadas de lado. Al tiempo que Donald fue capaz de nuevamente dirigir su atención a las lecciones, decidieron que el material original estaba desfasado, y que necesitaba una segunda revisión, que comenzó en 1997, y las primeras de las lecciones revisadas fueron presentadas a la Tradición en 1998. Veinte años después, las Lecciones en Wicca Correlliana fueron completadas finalmente en 1999. 
El primer clérigo Correlliano en ser entrenado bajo este sistema fue Cweord, adscrito al Chicago’s Holy City Temple, quien fue iniciado como Sacerdote de Primer Grado el 11 de noviembre de  1999. Cweord fue el último Correlliano iniciado en el siglo XX.

## Polémica[6]
A finales de julio o principios de agosto de 2023, el primer sacerdote regente de la tradición Phoenix Coffin-Williams envió un correo electrónico masivo a todos los cabezas de templo, proto-templo y santuarios, acusando a la primera sacerdotisa regente, Stephanie Neal, de haber llevado acciones encaminadas a tener un control absoluto de la tradición. Esas acciones incluirían haber expulsado a miembros de la tradición y cambiar los estatutos en su beneficio. A los dos días, la primera sacerdotisa retirada, Krystel High-Correll depuso a Stephanie del cargo, nombrando a Alyssa Maxon-Kemp como su nueva primera sacerdotisa regente.
Una semana más tarde Stephanie Neal publicó en sus redes sociales una carta abierta titulada "in defense" ("en defensa"), donde respondía, punto por punto, a las acusaciones. En ese texto además, relataba cómo había tenido que transferir una cantidad periódica de dinero vía paypal al primer sacerdote retirado, Donald Lewis, así como se ponía sobre la mesa la propiedad intelectual de Ed Hubbard sobre los materiales didácticos ("las lecciones") de la tradición.
En ese momento cabezas de templo de la tradición empiezan a pedir explicaciones, una democratización de la estructura y transparencia económica, por lo que los primeros sacerdotes convocan a una reunión al Concilio Witan, que engloba a todos los cabezas de templo, proto-templo y santuarios. Terminada la reunión algunos cabezas de templo se desvinculan de la tradición. 
Según ha publicado la antigua "master of records", que se encargaba de registrar toda la información de la tradición, en las dos primeras semanas han abandonado la tradición 55 miembros, 16 dedicantes, 13 templos y santuarios, y 10 órdenes, entre acusaciones concretas de comportamientos sectarios y abusivos que ella misma relataba en su carta abierta de renuncia.
Han salido a la luz, posteriormente a estos acontecimientos, conocidos como "Correlliangate" -en referencia al escándalo Watergate-, una serie de actuaciones éticamente cuestionables de Edward Hubbard y Donald Lewis, como el instar, por parte de Hubbard, al plagio de materiales de otras tradiciones de la Wicca -lo cual suele suponer la ruptura del secreto de la Tradición-.
A raíz de algunas declaraciones del conocido comunicador pagano Christian Day, Alyssa Maxon Kemp se apresuró a definir a Day como "un extraño a la tradición", cuando le había sido concedido el sumo sacerdocio honorífico en la tradición años atrás, lo cual refuerza la postura de los escindidos, que en septiembre ya eran aproximadamente el doble en templos, santuarios y órdenes (a falta de poder identificar a todas las personas que abandonaron individualmente la supuesta tradición, entre dedicantes y sacerdotes de promer, segundo y tercer grado -Sumos sacerdotes/sacerdotisas-).

## Enlaces
- La Tradición Correlliana
- La Tradición Correlliana "Historia"
- Correllian Nativist Church International, Inc.
- Correllian Nativist Church
- Wicca

- Datos: Q3536395